# کانسو یاش
کانسو یاش (انگلیسی: Cansu Yağ؛ زادهٔ ۲۲ ژوئن ۱۹۹۰) بازیکن فوتبال اهل ترکیه است.
از باشگاه‌هایی که در آن بازی کرده‌است می‌توان به اشاره کرد.
وی همچنین در تیم‌های ملی فوتبال Turkey women's national under-17 football team, Turkey women's national under-19 football team، و زنان ترکیه بازی کرده‌است.